# Puchar Sześciu Narodów Kobiet 2021
Puchar Sześciu Narodów Kobiet 2021 – dwudziesta edycja Pucharu Sześciu Narodów Kobiet, międzynarodowych rozgrywek w rugby union dla żeńskich reprezentacji narodowych. Zawody odbyły się w dniach 3–24 kwietnia 2021 roku, a zwyciężyła w nich reprezentacja Anglii.
Wliczając turnieje w poprzedniej formie, od czasów Home Internal Championship i Pucharu Pięciu Narodów, była to dwudziesta szósta edycja tych zawodów.
W styczniu 2021 roku zdecydowano, że rozgrywki kobiet – podobnie jak zawody w kategorii U-20 – nie odbędą się tradycyjnie w tym samym okresie, co Puchar Sześciu Narodów 2021, w kolejnym miesiącu ogłoszono, że zostaną zorganizowane w kwietniu, jednak w skróconym formacie. Zawody przeprowadzono systemem kołowym w ramach dwóch trzyzespołowych grup, a zwycięzcy obu grup awansowali do finału, pozostałe zespoły zaś zmierzyły się o poszczególne miejsca. Szczegółowy harmonogram rozgrywek opublikowano 23 marca, a dwa dni później zostali wyznaczeni sędziowie spotkań.
Zgodnie z przedturniejowymi przewidywaniami w finale spotkały się reprezentacje Anglii i Francji. Lepsze okazały się Angielki, a najlepszą zawodniczką turnieju została uznana przedstawicielka triumfatorek, Poppy Cleall.

## Faza grupowa

### Grupa A
| 3 kwietnia 202115:00 | Anglia | 52:10(33:3) | Szkocja | Castle Park, Doncaster Sędzia: Clara Munarini |
| 3 kwietnia 202115:00 |        | 52:10(33:3) |         | Castle Park, Doncaster Sędzia: Clara Munarini |

| 10 kwietnia 202114:00 | Włochy | 3:67(3:17) | Anglia | Stadio Plebiscito, Padwa Sędzia: Aurélie Groizeleau |
| 10 kwietnia 202114:00 |        | 3:67(3:17) |        | Stadio Plebiscito, Padwa Sędzia: Aurélie Groizeleau |

| 17 kwietnia 202117:00 | Szkocja | 20:41(10:19) | Włochy | Scotstoun Stadium, Glasgow Sędzia: Nikki O'Donnell |
| 17 kwietnia 202117:00 |         | 20:41(10:19) |        | Scotstoun Stadium, Glasgow Sędzia: Nikki O'Donnell |

### Grupa B
| 3 kwietnia 202121:00 | Francja | 53:0(31:0) | Walia | Stade de la Rabine, Vannes Sędzia: Nikki O'Donnell |
| 3 kwietnia 202121:00 |         | 53:0(31:0) |       | Stade de la Rabine, Vannes Sędzia: Nikki O'Donnell |

| 10 kwietnia 202117:00 | Walia | 0:45(0:31) | Irlandia | Cardiff Arms Park, Cardiff Sędzia: Hollie Davidson |
| 10 kwietnia 202117:00 |       | 0:45(0:31) |          | Cardiff Arms Park, Cardiff Sędzia: Hollie Davidson |

| 17 kwietnia 202115:45 | Irlandia | 15:56(8:38) | Francja | Donnybrook Stadium, Dublin Sędzia: Sara Cox |
| 17 kwietnia 202115:45 |          | 15:56(8:38) |         | Donnybrook Stadium, Dublin Sędzia: Sara Cox |

## Faza pucharowa

### Mecz o 5. miejsce
| 24 kwietnia 202117:00 | Szkocja | 27:20(17:6) | Walia | Scotstoun Stadium, Glasgow Sędzia: Clara Munarini |
| 24 kwietnia 202117:00 |         | 27:20(17:6) |       | Scotstoun Stadium, Glasgow Sędzia: Clara Munarini |

### Mecz o 3. miejsce
| 24 kwietnia 202112:00 | Irlandia | 25:5(8:0) | Włochy | Aviva Stadium, Dublin Sędzia: Sara Cox |
| 24 kwietnia 202112:00 |          | 25:5(8:0) |        | Aviva Stadium, Dublin Sędzia: Sara Cox |

### Mecz o 1. miejsce
| 24 kwietnia 202112:00 | Anglia | 10:6(7:0) | Francja | Twickenham Stoop, Londyn Sędzia: Hollie Davidson |
| 24 kwietnia 202112:00 |        | 10:6(7:0) |         | Twickenham Stoop, Londyn Sędzia: Hollie Davidson |